# Al-Mansur Billah
al-Mansur Billah, död 953, var en egyptisk regent. Han var fatimidisk kalif mellan 946 och 953.